# Asterion (Name)
Asterion oder Asterios (altgriechisch ᾿Αστερίων oder ᾿Αστέριος; lateinisch Asterius) war in der Antike ein männlicher Name. Er drückte ursprünglich einen Bezug des Namensträgers zu einem Stern(bild) (astron) aus.

## Namensträger
- Asterios (auch Asterion), Sohn des Tektamos, König von Kreta
- Asterios (Sohn des Aigyptos), einer der Aigyptiaden
- Asterios oder Asterion, der Minotauros, Sohn von Pasiphaë
- Asterios, Beiname des Dionysos als Knabe
- Asterios, König von Milet, siehe Asterios (Sohn des Anax)
- Asterion, Sohn des Kometes, des Pyremos oder des Priskos mit Antigone, der Tochter des Pheres, einer der Argonauten
- Asterion, Sohn des Neleus und der Chloris, von Herakles getötet
- Asterios von Kappadokien, Sophist und Theologe des 4. Jahrhunderts
- Asterion, Sohn eines Aischylus, antiker Bildhauer
- Asterius von Amaseia († vor 431 n. Chr.), Kirchenschriftsteller und Bischof von Amaseia
- Turcius Rufius Apronianus Asterius, römischer Politiker, Konsul 494
- Asterius (Heiliger), Märtyrer des 2./3. Jahrhunderts
- Asterion (Mythologie), Gott eines Baches in der Argolis, Vater der Ammen Euboia, Akraia und Prosymna
- Asterius Urbanus, montanistischer Schriftsteller des 2. Jahrhunderts n. Chr.